# Nikolaï Gretsch
Nikolaï Ivanovitch Gretsch (en russe : Николай Иванович Греч, né le 14 août 1787  à Saint-Pétersbourg, mort le 24 janvier 1867 à Saint-Pétersbourg) est un auteur, linguiste, critique littéraire, journaliste, éditorialiste et traducteur russe qui collabore à La Bibliothèque pour la lecture. 

## Biographie
Fils d'un secrétaire du Sénat et parent, par sa mère, du sculpteur Pierre K. Clodt (1805-1867). Diplômé (1804) de l'Ecole impériale de jurisprudence, il fait son service comme secrétaire du Ministère de l'intérieur tout en enseignant le russe et la littérature latine au Lycée impérial et dans d'autres établissements.
De sympathies décembristes (il sera même membre gradé d'une loge décembriste (1815-1818) et de la Société libre des amateurs de littérature, des sciences et des arts (1818-1823)), il se rapproche rapidement du pouvoir après l'insurrection (1825)  jusqu'à participer à la rédaction de la loi sur la censure de 1828. Fidèle en amitié, malgré son récent engagement pour l'absolutisme, il protègera des foudres du pouvoir certains de ses anciens amis, restés proches des idées libérales : A. S. Pouchkine, N. V. Koukolnik, V. M. Golovnine, etc.
Il fonde (1812) avec Boulgarine (1789-1859) le magazine littéraire Le Fils de la Patrie, qu'il dirige jusqu'en 1839 et auquel collaborent de nombreux décembristes, dont les frères Bestoujeff.
Il collabore (1825-1860) avec Boulgarine à L'Abeille du nord, journal politique et littéraire, porte-parole du régime tsariste, qui s'opposait aux idées libérales. Cette collaboration-ci lui valut l'épithète peu flatteuse de « renégat du libéralisme », épithète qu'il partagea avec Boulgarine, du fait de leur évolution politique commune (ils avaient tous deux été, dans leur jeunesse, membres de la très progressiste Société libre des amateurs de littérature, des sciences et des arts et grands soutiens des id&es libérales décembristes). Il dirige avec Nikolaï Polévoï Le Messager russe de 1841 à 1844.
Auteur de plusieurs romans, le plus célèbre étant La Dame noire (« Чёрная женщина », 1834), il s'est distingué surtout comme grammairien et historien littéraire :
- Grammaire complète (« Пространная русская грамматика », 1830) ;
- Essai d'une Histoire de la littérature russe (« Учебная книга российской словесности, или Избранные места из русских сочинений и переводов в стихах и прозе с присовокуплением кратких правил риторики и пиитики и истории российской словесности », 1819-1822).

## Sources
- Une partie de cet article est une copie de l'ouvrage Littérature russe de Kazimierz Waliszewski, aujourd'hui dans le domaine public.